# Gynaeseius ghaiae
Gynaeseius ghaiae är en spindeldjursart som först beskrevs av Denmark och Kolodochka 1993.  Gynaeseius ghaiae ingår i släktet Gynaeseius och familjen Phytoseiidae. Inga underarter finns listade i Catalogue of Life.